# Sinowi Petrowitsch Roschestwenski

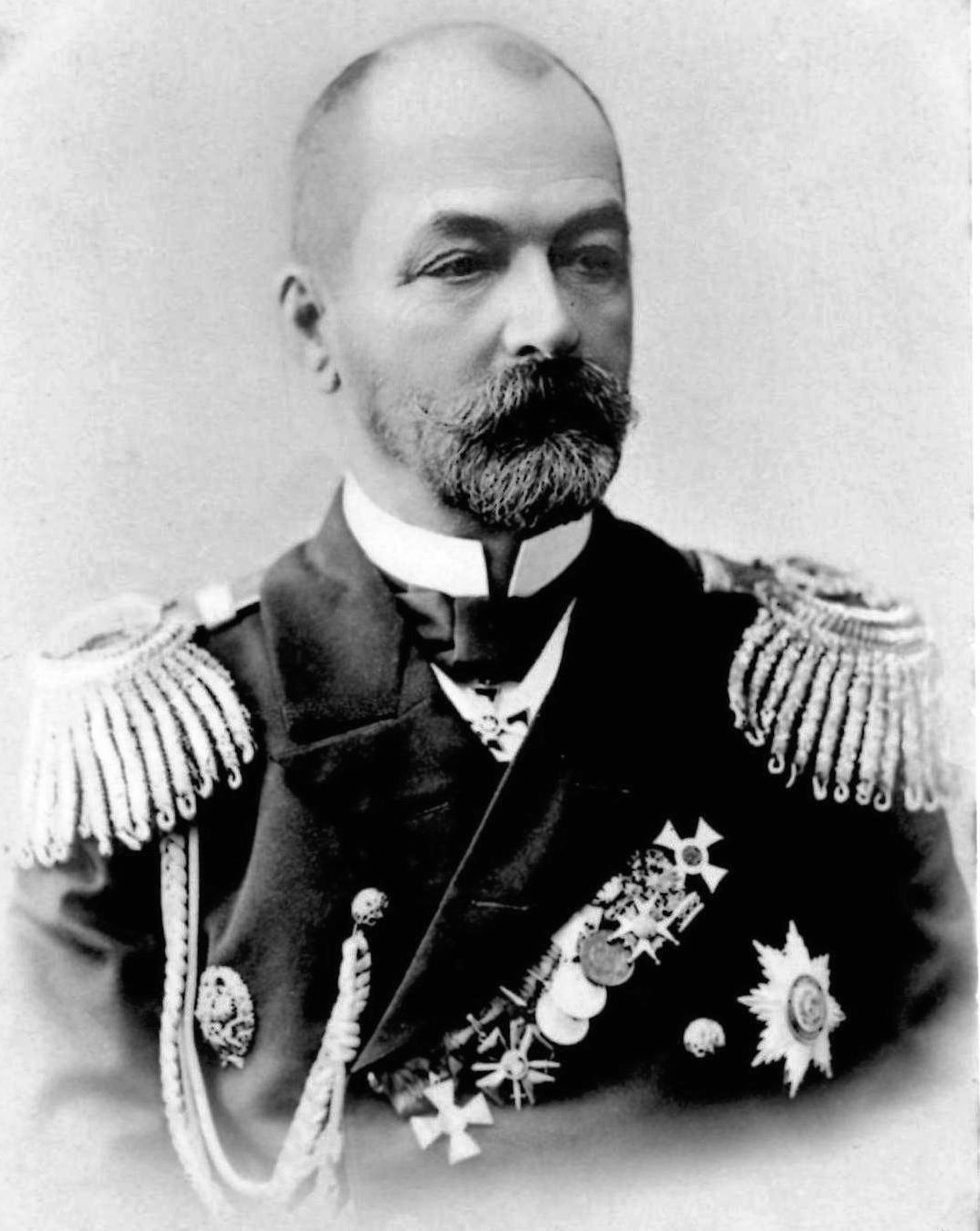
Admiral Sinowi Petrowitsch Roschestwenski

Sinowi Petrowitsch Roschestwenski, russisch Зиновий Петрович Рожественский, wiss. Transliteration Zinovij Petrovič Rožestvenskij, (* 30. Oktoberjul. / 11. November 1848greg. in Sankt Petersburg; † 1.jul. / 14. Januar 1909greg. ebenda) war ein russischer Admiral.
Der Name wird aufgrund unterschiedlicher Transkriptionen im Deutschen auch als Roshestwenski, Roschestwenskij oder Roshestwenskij wiedergegeben.

## Lebenslauf
Sinowi Petrowitsch Roschestwenski wurde 1848 als Sohn eines Arztes in St. Petersburg geboren. In seiner Jugend interessierte er sich bereits für die Seefahrt. Mit 16 Jahren wurde er aufgrund seiner Fähigkeiten und seiner Beharrlichkeit in die zaristische Marine aufgenommen. Er beendete die dortige Ausbildung 1868 als Fünftbester seines Jahrgangs und diente danach in der russischen Ostseeflotte. Roschestwenski entschied sich für eine Laufbahn als Artillerie-Offizier und wurde daraufhin an die Michailow-Akademie in Sankt Petersburg berufen. Diese Ausbildung beendete er 1873 im Rang eines Leutnants. Bald darauf wurde er zur russischen Kommission für Schiffsartillerie kommandiert, wo er die nächsten 10 Jahren tätig blieb.
Im Jahre 1875 heiratete Roschestwenski. Seine Frau bekam kurz darauf eine Tochter.
Während des Russisch-Osmanischen Krieges (1877–1878) diente er auf dem Kreuzer Westa. Nachdem das Schiff ein fünfstündiges Gefecht gegen den Panzerkreuzer Fehti-Buhlend gewonnen hatte, wurde Roschestwenski für außergewöhnliche Tapferkeit mit zwei hohen russischen Orden ausgezeichnet und zum Kapitänleutnant befördert. Er enthüllte allerdings später in einem Zeitungsartikel, dass die Westa das Gefecht eigentlich nicht gewann, sondern der total überladenen Fehti-Buhlend nur aufgrund der höheren Geschwindigkeit entkommen konnte. Nach Kriegsende kritisierte er die Rückständigkeit der russischen Flotte und geriet damit in Konfrontation zur russischen Admiralität. Dieses Verhalten schien sein weiteres Fortkommen in der Marine zu behindern. Relativ unerwartet bekam Roschestwenski 1883 den Posten des Befehlshabers der befreundeten Seestreitkräfte Bulgariens angeboten. In dieser Funktion war Roschestwenski maßgeblich am Aufbau der bulgarischen Seestreitkräfte beteiligt. Er entwarf weiterhin einen Verteidigungsplan für die bulgarische Küstenlinie. Nebenbei war Roschestwenski einer der Mitbegründer der Technischen Gesellschaft Bulgariens. 1885 kehrte er nach Russland zurück und wurde wieder in die russische Ostseeflotte berufen. 1891 wurde er erneut befördert und zur weiteren Ausbildung nach Großbritannien entsandt, wo er die britische Flotte und Seekriegstaktik kennenlernte. Im Jahre 1894 bekam er sein erstes Kommando über ein größeres Schiff, den Kreuzer Wladimir Monomach. Vier Jahre später wurde er zum Konteradmiral befördert und erhielt gleichzeitig das Kommando über die Artillerie-Ausbildung der russischen Ostseeflotte. Im Jahre 1903 wurde er zum Leiter des Marine-Hauptquartiers berufen. Er unterstützte und forderte den Aufbau einer Flotte gepanzerter Kriegsschiffe.

## Russisch-Japanischer Krieg
Der Ausbruch des Russisch-Japanischen Krieges wurde zum Wendepunkt in Admiral Roschestwenskis Leben. Nach seiner Ernennung zum Vizeadmiral im Jahre 1904 wurde er mit der Zusammenstellung des 2. Pazifischen Geschwaders beauftragt, das zur Unterstützung der Russischen Pazifikflotte in den Fernen Osten entsandt werden sollte. Das russische Geschwader legte dazu unter seiner Führung in 8 Monaten eine Reise um Afrika bis nach Japan zurück. Dabei kam es noch in der Nordsee zum Doggerbank-Zwischenfall, der den Ruf des Admirals nachhaltig schädigen sollte. Nach dem Fall der Festung von Port Arthur sollte die Flotte in den russischen Hafen Wladiwostok durchbrechen. Roschestwenski wählte aus Mangel an Kohle und Nachschub den kürzesten und gefährlichsten Weg durch die Koreastraße vorbei an der Insel Tsushima. Am Morgen des 27. Mai 1905 wurde die Russische Flotte durch einen japanischen Aufklärer gesichtet und in der darauf folgenden Seeschlacht bei Tsushima vernichtend geschlagen. Seine persönlichen Fähigkeiten als Führer hatten kaum Einfluss auf den Verlauf der Schlacht, die weitgehend durch überlegene Feuerkraft der japanischen Flotte unter Admiral Heihachiro Togo entschieden wurde. Allerdings wurden ihm später einige Versäumnisse angelastet, die einen für die russische Seite positiveren Ausgang der Schlacht hätten herbeiführen können. Roschestwenski selbst wurde während der Schlacht mehrfach verletzt und durch den russischen Zerstörer Buiny unter dem Kommando Nikolai Kolomeizews von seinem kurz darauf versenkten Flaggschiff Knjas Suworow gerettet. Am Morgen des 28. Mai wurde er zusammen mit seinem Stab von den Japanern gefangen genommen und in ein Hospital nach Sasebo gebracht. Im November 1905 wurde er schließlich aus der Gefangenschaft entlassen und kehrte nach St. Petersburg zurück. Da er zum Zeitpunkt der Kapitulation schwer verletzt und nicht mehr dienstfähig war, wurde er im darauffolgenden Gerichtsverfahren von allen Vorwürfen freigesprochen. Er selbst akzeptierte die volle Schuld für die Niederlage. Für die Presse und die russische Öffentlichkeit blieb er damit der Hauptverantwortliche am Tod von 5.000 russischen Seeleuten. Der Name Roschestwenski ist seither untrennbar mit dem Russisch-Japanischen Krieg und der Seeschlacht bei Tsushima verbunden. Im Februar 1906 musste er von seinem Amt als Leiter der Marine-Hauptquartiers zurücktreten. Seine militärische Karriere war danach beendet. In den zwei darauffolgenden Jahren versuchte er einige Male, seine Entscheidungen während des Gefechts zu rechtfertigen und kritisierte dabei auch mehrfach die russische Admiralität. Er verließ nur noch selten seine Wohnung. Im Sommer 1908 erkrankte er schwer und verließ St. Petersburg zum letzten Mal für eine Kur.
Sinowi Petrowitsch Roschestwenski starb in der Neujahrsnacht 1909 an den Folgen einer Lungenerkrankung. Am 3./16. Januar 1909 wurde er im Beisein zahlreicher russischer Seeleute auf dem Tichwiner Friedhof des Alexander-Newski-Klosters in Sankt Petersburg beerdigt.

## Beurteilung
Die Ansichten über die Person Sinowi Petrowitsch Roschestwenski und die Beurteilung seiner Leistungen sind durchaus nicht einheitlich. Seine Wahrnehmung in der Öffentlichkeit wurde maßgeblich durch die Ausführungen in Alexej Silytsch Nowikow-Pribojs Buch Tsushima bestimmt. Nowikow-Priboj, der als Matrose an der Fahrt des 2. Pazifischen Geschwaders und der Schlacht teilnahm, beschreibt Roschestwenski als unfähigen Admiral, machthaberischen Despoten und überaus aggressiven Choleriker, der selbst vor der Verletzung ihm unterstellter Offiziere nicht zurückschreckte. So wird ihm die Neigung nachgesagt seinen Zorn bevorzugt an Fernrohren und Feldstechern auszulassen in dem er sie "auf den Köpfen der Matrosen zerschmetterte oder über Bord warf". 
Andererseits wird Admiral Roschestwenski jedoch als sehr fähiger Seemann sowie als mutige und kluge Führungspersönlichkeit beschrieben. Er war darüber hinaus der Träger von 10 russischen und ausländischen Orden. Unbestritten ist jedoch seine Leistung als Organisator der Fahrt des 2. Pazifischen Geschwaders um den halben Erdball. Das Geschwader bestand aus mehr als 45 Schiffen und fast 12.000 russischen Matrosen und verlegte unter seiner Führung in einer bis heute nicht vergleichbaren Leistung über 18.000 Seemeilen bis in Japanische Gewässer. In einer Zeit, in der alle Schiffe auf ständigen Nachschub an Kohle angewiesen waren und nur Frankreich und Deutschland Verbündete Russlands waren, galt die Fahrt von vornherein als aussichtslos. Selbst Wladimir Iljitsch Lenin schrieb in seinen Aufzeichnungen, dass „… dieses Geschwader keine Chance auf einen Sieg oder auch nur darauf hat, seinen Bestimmungsort zu erreichen …“. Roschestwenski widerlegte die meisten dieser Befürchtungen, scheiterte jedoch letztlich an der Übermacht der Japaner, welche von Großbritannien massiv unterstützt wurden (z. B. durch den Bau von modernen Kriegsschiffen für Japan).